# 今関雄太
今関 雄太（いまぜき ゆうた、1987年9月6日 - ）は、千葉県千葉市出身の陸上競技選手。専門はハードル競走の400mハードルで、49秒27の自己ベストを持つ。2011年大邱世界選手権の日本代表。現在は渋谷幕張高校一年（2025年現在）の教員で、Team Accelに所属。

## 経歴

### 高校時代まで
渋谷教育学園幕張中学校時代はサッカー部に所属していたが、「駅伝で借り出されて練習した陸上部の雰囲気が良かったから」という理由から、渋谷教育学園幕張高校に進学後は陸上部に入部した。400mハードルは3年時（2005年）から取り組むと、地元開催となったインターハイでは3位に入った。

### 大学・大学院時代
大学は順天堂大学に進学。大学3年までは高校時代の自己ベスト（51秒50）を更新できながったが、4年時（2009年）に一気に49秒66まで更新。関東インカレの400mハードルと4×400mリレーで2位、初出場となった日本選手権の400mハードルで5位、トワイライト・ゲームスの400mハードルで自身初の49秒台（49秒84）、日本インカレの400mハードルで2位などの成績を残した。また、香港・東アジア大会では初めて日の丸を背負い、400mハードルで銅メダル獲得、1走を務めた4×400mリレーでは金メダル獲得に貢献した。
大学卒業後は順天堂大学院に進学。大学の先輩である千葉佳裕の紹介で、院生時代の2年間はチームアイマに所属して競技を続けた。2年目（2011年）には日本選手権の400mハードルで大邱世界選手権の参加B標準記録（49秒80）を破り2位に入ると、大阪選手権の400mハードル・特別レースでは大邱世界選手権の参加A標準記録（49秒40）を破る49秒27をマーク。神戸アジア選手権の400mハードルでは銀メダルを獲得し、大邱世界選手権では初めて世界大会を経験した（結果は予選敗退）。

### 社会人時代
2012年4月、渋谷幕張高校の教員に着任。
同年6月、ロンドンオリンピックの参加A標準記録（49秒50）を突破した状態で日本選手権の400mハードルに出場すると、準決勝と決勝でも参加A標準記録を突破したが（49秒49と40秒50）、決勝では3位に入った舘野哲也に0秒01及ばず、惜しくもロンドンオリンピック日本代表の座を逃した。
2017年2月28日、Team Accelに加入。

## 自己ベスト
| 種目         | 記録   | 年月日        | 場所   | 備考 |
| ------------ | ------ | ------------- | ------ | ---- |
| 400m         | 47秒56 | 2009年3月21日 | 印西市 |      |
| 400mハードル | 49秒27 | 2011年6月26日 | 大阪市 |      |

## 主要大会成績
備考欄の記録は当時のもの

### 国際大会
| 年         | 大会                                        | 場所   | 種目    | 結果 | 記録            | 備考 |
| ---------- | ------------------------------------------- | ------ | ------- | ---- | --------------- | ---- |
| 2009 (大4) | 東アジア大会 (en)                           | 香港   | 400mH   | 3位  | 51秒20          |      |
| 2009 (大4) | 東アジア大会 (en)                           | 香港   | 4x400mR | 優勝 | 3分07秒08 (1走) |      |
| 2011 (院2) | アジア選手権                                | 神戸   | 400mH   | 2位  | 50秒22          |      |
| 2011 (院2) | 世界選手権                                  | 大邱   | 400mH   | 予選 | 50秒92          |      |
| 2012 (社1) | ダイヤモンドリーグ 上海ゴールデングランプリ | 上海   | 400mH   | 7位  | 50秒48          |      |
| 2013 (社2) | アジア選手権                                | プネー | 400mH   | 4位  | 50秒36          |      |

### 日本選手権
4x400mRは日本選手権リレーの成績
| 年         | 大会   | 場所   | 種目    | 結果 | 記録            | 備考                   |
| ---------- | ------ | ------ | ------- | ---- | --------------- | ---------------------- |
| 2009 (大4) | 第93回 | 広島市 | 400mH   | 5位  | 50秒32          |                        |
| 2010 (院1) | 第94回 | 丸亀市 | 400mH   | 4位  | 49秒81          |                        |
| 2010 (院1) | 第94回 | 横浜市 | 4x400mR | 4位  | 3分09秒39 (4走) |                        |
| 2011 (院2) | 第95回 | 熊谷市 | 400mH   | 2位  | 49秒61          | 予選49秒54：自己ベスト |
| 2011 (院2) | 第95回 | 横浜市 | 4x400mR | 予選 | 3分12秒02 (4走) |                        |
| 2012 (社1) | 第96回 | 大阪市 | 400mH   | 4位  | 49秒50          |                        |
| 2013 (社2) | 第97回 | 調布市 | 400mH   | 5位  | 50秒24          |                        |
| 2014 (社3) | 第98回 | 福島市 | 400mH   | 予選 | 50秒85          |                        |
| 2015 (社4) | 第99回 | 新潟市 | 400mH   | 予選 | 53秒46          |                        |

### その他
| 年         | 大会                     | 場所   | 種目    | 結果   | 記録            | 備考                                 |
| ---------- | ------------------------ | ------ | ------- | ------ | --------------- | ------------------------------------ |
| 2005 (高3) | インターハイ             | 千葉市 | 400m    | 準決勝 | 49秒26          |                                      |
| 2005 (高3) | インターハイ             | 千葉市 | 400mH   | 3位    | 51秒71          |                                      |
| 2005 (高3) | 国民体育大会             | 岡山市 | 400mH   | 4位    | 51秒55          |                                      |
| 2006 (大1) | 日本インカレ             | 横浜市 | 4x400mR | 予選   | 3分09秒84 (3走) |                                      |
| 2008 (大3) | 関東インカレ             | 東京都 | 400mH   | 予選   | 52秒21          |                                      |
| 2009 (大4) | 関東インカレ             | 東京都 | 400m    | 予選   | 47秒67          |                                      |
| 2009 (大4) | 関東インカレ             | 東京都 | 400mH   | 2位    | 50秒24          | 自己ベスト                           |
| 2009 (大4) | 関東インカレ             | 東京都 | 4x400mR | 2位    | 3分06秒79 (4走) |                                      |
| 2009 (大4) | トワイライト・ゲームス   | 東京都 | 400mH   | 優勝   | 49秒84          | 大会記録 自己ベスト (自身初の49秒台) |
| 2009 (大4) | 日本インカレ             | 東京都 | 400mH   | 2位    | 50秒12          |                                      |
| 2009 (大4) | 日本インカレ             | 東京都 | 4x400mR | 8位    | 3分15秒29 (4走) |                                      |
| 2009 (大4) | 国民体育大会             | 新潟市 | 400mH   | 4位    | 49秒66          | 自己ベスト                           |
| 2009 (大4) | 実業団・学生対抗         | 平塚市 | 400mH   | 3位    | 50秒34          |                                      |
| 2010 (院1) | 静岡国際                 | 袋井市 | 400mH   | 優勝   | 50秒09          |                                      |
| 2010 (院1) | 国際グランプリ大阪       | 大阪市 | 400mH   | 4位    | 49秒77          |                                      |
| 2010 (院1) | 東日本実業団選手権       | 熊谷市 | 400m    | 7位    | 48秒22          |                                      |
| 2010 (院1) | トワイライト・ゲームス   | 東京都 | 400mH   | 4位    | 50秒00          |                                      |
| 2010 (院1) | スーパー陸上             | 川崎市 | 400mH   | 5位    | 51秒75          |                                      |
| 2010 (院1) | 全日本実業団選手権       | 新潟市 | 400mH   | 予選   | 52秒81          |                                      |
| 2010 (院1) | 全日本実業団選手権       | 新潟市 | 4x400mR | 優勝   | 3分10秒60 (3走) |                                      |
| 2010 (院1) | 国民体育大会             | 千葉市 | 400mH   | 4位    | 49秒88          |                                      |
| 2011 (院2) | 静岡国際                 | 袋井市 | 400mH   | 3位    | 49秒71          |                                      |
| 2011 (院2) | ゴールデングランプリ川崎 | 川崎市 | 400mH   | 6位    | 51秒51          |                                      |
| 2011 (院2) | 東日本実業団選手権       | 熊谷市 | 400mH   | 決勝   | DNS             | 予選50秒77                           |
| 2011 (院2) | 全日本実業団選手権       | 鳴門市 | 400m    | 予選   | 52秒03          |                                      |
| 2011 (院2) | 全日本実業団選手権       | 鳴門市 | 4x400mR | 2位    | 3分11秒17 (4走) |                                      |
| 2011 (院2) | 国民体育大会             | 山口市 | 400mH   | 予選   | 51秒12          |                                      |
| 2012 (社1) | 静岡国際                 | 袋井市 | 400mH   | 3位    | 49秒76          |                                      |
| 2012 (社1) | ゴールデングランプリ川崎 | 川崎市 | 400mH   | 6位    | 51秒16          |                                      |
| 2012 (社1) | トワイライト・ゲームス   | 東京都 | 400mH   | 3位    | 50秒74          |                                      |
| 2012 (社1) | 国民体育大会             | 岐阜市 | 400mH   | 8位    | 52秒84          |                                      |
| 2013 (社2) | 静岡国際                 | 袋井市 | 400mH   | 2位    | 49秒42          |                                      |
| 2013 (社2) | 東日本実業団選手権       | 那珂市 | 400m    | 決勝   | DNS             | 予選48秒38                           |
| 2013 (社2) | 東日本実業団選手権       | 那珂市 | 400mH   | 予選   | 54秒16          |                                      |
| 2013 (社2) | トワイライト・ゲームス   | 東京都 | 400mH   | 決勝   | 56秒13          |                                      |
| 2013 (社2) | 全日本実業団選手権       | 熊谷市 | 400m    | 予選   | 48秒37          |                                      |
| 2013 (社2) | 全日本実業団選手権       | 熊谷市 | 400mH   | 8位    | 56秒42          |                                      |
| 2013 (社2) | 国民体育大会             | 調布市 | 400mH   | 予選   | 50秒95          |                                      |
| 2014 (社3) | 静岡国際                 | 袋井市 | 400mH   | 決勝   | 53秒07          |                                      |
| 2014 (社3) | 水戸招待陸上             | 水戸市 | 400mH   | 2位    | 52秒33          |                                      |
| 2014 (社3) | 木南記念                 | 大阪市 | 400mH   | 5位    | 52秒70          |                                      |
| 2014 (社3) | 東日本実業団選手権       | 福島市 | 400m    | 7位    | 49秒61          |                                      |
| 2015 (社4) | 静岡国際                 | 袋井市 | 400mH   | 決勝   | 52秒31          |                                      |
| 2015 (社4) | 東日本実業団選手権       | 熊谷市 | 400m    | 予選   | 49秒04          |                                      |
| 2015 (社4) | 東日本実業団選手権       | 熊谷市 | 400mH   | 予選   | 54秒65          |                                      |
| 2015 (社4) | 全日本実業団選手権       | 岐阜市 | 400mH   | 予選   | 59秒61          |                                      |
| 2016 (社5) | 東日本実業団選手権       | 熊谷市 | 400mH   | 予選   | 56秒97          |                                      |